# Gare de Tournemire - Roquefort
La gare de Tournemire - Roquefort est une gare ferroviaire française de la ligne de Béziers à Neussargues, située sur le territoire de la commune de Tournemire, près de Roquefort-sur-Soulzon, dans le département de l'Aveyron, en région Occitanie. 
Elle est mise en service en 1874 par la Compagnie des chemins de fer du Midi et du Canal latéral à la Garonne. 
C'est une halte voyageurs de la Société nationale des chemins de fer français (SNCF), desservie par des trains Intercités et par des trains TER Occitanie.

## Situation ferroviaire
Établie à 497 mètres d'altitude, la gare de Tournemire - Roquefort est située au point kilométrique (PK) 524,584 de la ligne de Béziers à Neussargues, entre les gares de Saint-Jean-et-Saint-Paul (fermée) et de Saint-Rome-de-Cernon. Ancienne gare de bifurcation, elle est à l'origine de la ligne de Tournemire - Roquefort au Vigan (fermée) et de la ligne de Tournemire - Roquefort à Saint-Affrique (fermée).
C'est une gare d'évitement, qui dispose d'une deuxième voie pour le croisement des trains sur cette ligne à voie unique.

## Histoire
La gare de Tournemire - Roquefort est mise en service le 18 octobre 1874 par la Compagnie des chemins de fer du Midi et du Canal latéral à la Garonne lorsqu'elle ouvre à l'exploitation le tronçon du Bousquet-d'Orb à Millau. L'embranchement de Tournemire à Saint-Affrique est également mise en service en octobre 1874.
La grande halle qui recouvrait les quais est détruite dans les années 1950.
En 2014, c'est une gare voyageurs d'intérêt local (catégorie C : moins de 100 000 voyageurs par an de 2010 à 2011), qui dispose de deux quais, un passage planchéié et un abri.

## Fréquentation
De 2015 à 2023, selon les estimations de la SNCF, la fréquentation annuelle de la gare s'élève aux nombres indiqués dans le tableau ci-dessous.
| Année               | 2015 | 2016 | 2017 | 2018 | 2019 | 2020 | 2021 | 2022  | 2023  |
| ------------------- | ---- | ---- | ---- | ---- | ---- | ---- | ---- | ----- | ----- |
| Nombre de voyageurs | 548  | 542  | 499  | 482  | 937  | 343  | 714  | 1 100 | 1 647 |

## Service des voyageurs

### Accueil
Halte SNCF, c'est un point d'arrêt non géré (PANG) à entrée libre.
Un passage planchéié permet la traversée des voies et le passage d'un quai à l'autre.

### Desserte
Tournemire - Roquefort est desservie par des trains Intercités de la relation Béziers - Clermont-Ferrand et des trains TER Occitanie de la relation Béziers - Saint-Chély-d'Apcher, ou Millau (ligne 10).

### Intermodalité
Le stationnement des véhicules est possible à proximité.

## Patrimoine ferroviaire
Plusieurs édifices ferroviaires sont présents sur le site : l'ancien bâtiment voyageurs, avec un corps central encadré par deux ailes, la grande halle à marchandises et un château d'eau du temps de la vapeur.